# Peter Moreth
Peter Moreth (* 28. Juli 1941 in Chemnitz; † 4. Februar 2014 in Berlin) war ein deutscher Politiker der DDR-Blockpartei LDPD. Er war von 1986 bis März 1990 Volkskammerabgeordneter und von 1986 bis 1989 Mitglied des Staatsrats der DDR. Während der Wendezeit war er von November 1989 bis April 1990 Stellvertreter des Vorsitzenden des Ministerrates der DDR sowie von März bis Juni 1990 erster Vorsitzender des Direktoriums der Treuhandanstalt.

## Leben
Der Sohn eines Einzelhändlers absolvierte nach dem Besuch der Grundschule von 1955 bis 1957 eine Lehre als Maurer und von 1957 bis 1959 eine Lehre als Fachverkäufer. Anschließend war er als Verkäufer und von 1961 bis 1968 als Einzelhändler mit Kommissionshandelsvertrag in Mittweida tätig. Von 1968 bis 1973 absolvierte er ein Fernstudium der Betriebswirtschaft an der Karl-Marx-Universität Leipzig und wurde dort 1977 zum Dr. oec. promoviert.
Moreth trat 1962 der Liberal-Demokratischen Partei Deutschlands (LDPD) bei. Von 1964 bis 1968 war er Vorsitzender des Stadtausschusses Mittweida der Nationalen Front. 1968 wurde er hauptamtlicher Mitarbeiter des Bezirksverbandes Karl-Marx-Stadt der LDPD und 1970 stellvertretender Vorsitzer des Rates der Stadt von Karl-Marx-Stadt und Leiter der Abteilung Handel und Versorgung. Von 1971 bis 1983 war er Vorsitzender des Bezirksverbandes Cottbus der LDPD und Abgeordneter des Bezirkstages Cottbus. In der LDPD war er zunächst von 1967 bis 1972 Nachfolgekandidat und seit 1972 Mitglied des Zentralvorstandes. 1977 stieg er zum Mitglied des Politischen Ausschusses des Zentralvorstandes, dem engsten Führungsgremium der LDPD, auf. Vom 8. Juli 1983 bis 20. November 1989 fungierte er als Vorsitzender des Bezirksverbandes Magdeburg der LDPD. Er wurde 1986 in die Volkskammer gewählt und war vom 16. Juni 1986 bis 17. November 1989 Mitglied des Staatsrats der DDR. 
Während der Wende und friedlichen Revolution wurde Moreth am 19. November 1989 in der Regierung Modrow – neben Christa Luft und Lothar de Maizière – stellvertretender Ministerpräsident sowie Minister für örtliche Staatsorgane. Dieses Amt hatte er bis zur ersten (und letzten) freien Volkskammerwahl am 18. März 1990 inne. Zusätzlich wurde er am 30. November 1989 zum Leiter der Regierungskommission zur Entwicklung der Stadt Leipzig ernannt. Noch kurz vor der Wahl ernannte Ministerpräsident Hans Modrow am 1. März 1990 Moreth zum ersten Vorsitzenden des Direktoriums der DDR-Treuhandanstalt. Ende April 1990 äußerte er gegenüber der westdeutschen Zeitung Die Welt, dass „sicher die Hälfte“ der zu privatisierenden Volkseigenen Betriebe in Form von Anteilscheinen oder Belegschaftsaktien an die Bürger der DDR verteilt und nur ein Teil verkauft würde. Diese Positionierung erregte den Unmut der neuen Regierung de Maizière, die Moreth faktisch entmachtete. Laut Ministerpräsident de Maizière dachte Moreth noch „fest in sozialistischen Wirtschaftsformen“. Am 15. Juni 1990 übernahm vorübergehend Moreths bisheriger Stellvertreter Wolfram Krause die Leitung der Treuhand, bevor einen Monat später der Bundesbahnmanager Reiner Maria Gohlke neuer Präsident der Anstalt wurde. 
Danach lebte Moreth als Unternehmensberater in Berlin, wo er im Februar 2014 starb.

## Auszeichnungen
- 1981 Vaterländischer Verdienstorden in Silber